# Debreceni Kosárlabda Akadémia
El Debreceni Kosárlabda Akadémia, más conocido como DEAC, es un equipo de baloncesto húngaro con sede en la ciudad de Debrecen, que compite en la A Division, la máxima competición de su país. Disputa sus partidos en el Oláh Gábor utcai Sportcsarnok, con capacidad para 1,000 espectadores.

## Historia
Fundado en 2012, el club es la sección de baloncesto de la Debreceni Egyetem (en español Universidad de Debrecen), creada en 1912.
Ganaron la B Division (2ª división húngara) en 2015, pero no ascendieron a la A Division. Se proclamaron campeones por segunda vez  de la B Division en 2017, y esta vez si ascendieron a la A Division, lo que supone la primera vez en la historia del club que juegan en la máxima división húngara.

## Registro por Temporadas
| Temporada | Competición Doméstica | Competición Doméstica | Competición Doméstica | Competición Doméstica | Copa Húngara | Competición Europea |
| Temporada | División              | Liga                  | Posición              | Play-Offs             | Copa Húngara | Competición Europea |
| --------- | --------------------- | --------------------- | --------------------- | --------------------- | ------------ | ------------------- |
| 2012–13   | 2ª                    | B Division            | 17º                   | –                     | –            | –                   |
| 2013–14   | 2ª                    | B Division            | 4º                    | –                     | –            | –                   |
| 2014–15   | 2ª                    | B Division            | 3º                    | Campeones             | –            | –                   |
| 2015–16   | 2ª                    | B Division            | 3º                    | Cuartos de final      | –            | –                   |
| 2016–17   | 2ª                    | B Division            | 1º                    | Campeones             | –            | –                   |
| 2017–18   | 1ª                    | A Division            | 11º                   |                       |              | –                   |

## Palmarés

### Liga
- B Division
  -  Campeones (2): 2015, 2017

## Jugadores destacados
- Ivan Lilov
- Jahmal Jones
- Géza Andrássy
- Dávid Ben-Kane
- Kristóf Bognár
- Ferenc Boldizsár
- Péter Csomor
- Ádám Erdei
- Attila Farkas
- Csaba Fazekas
- Balazs Gál
- Krisztián Gál
- Mátyás Gáspár
- Barna Jávor
- Csaba Kaluha
- Lajos Kiss
- Tamás Kósa
- Imre Kovács
- Márton Kozák
- Gergely Lajsz
- Szabolcs Lippai
- András Molnár
- Benedek Nagy
- Botond Nagy
- Roland Opre
- Dávid Pék
- Miklós Szabó
- Dávid Szarka
- Gábor Széll
- József Szendrei
- Dániel Takács
- Bence Tóth
- Péter Tóth
- Ádám Varga
- Viktor Vas
- János Velkey
- Filip Patković
- Mátyás Lokody
- Isaiah Armwood
- Godwin Ekene Omenka
- Brane Savić